# Memphis Blues
Memphis Blues — студійний альбом американського блюзового музиканта Мемфіса Сліма за участі Рузвельта Сайкса, записаний в грудні 1970 року і випущений 1974 року лейблами Barclay і Olympic. 1975 року альбом номіновано на премію «Греммі» (в категорії «Найкращий запис етнічної або народної музики»).

## Про альбом
Рузвельт Сайкс, відомий з кінця 1920-х блюзовий піаніст і співак, надихнув Мемфіса Сліма, який почав грати на десятиліття пізніше. Обидва музиканти зібрались у французькій студії (Слім у 1962 році емігрував до Франції і в той час мешкав у Парижі) для створення спільного альбому.
Запис альбому відбувся в грудні 1970 року на французькій студії Barclay Records Studio Hoche в Парижі. На цій сесії музиканти співають по черзі, виконуючи свої старі пісні, зокрема «Miss Ida B.» та «44 Blues» Сайкса, стандарт «Going Down Slow» Джиммі Одена. На цих записах вокал Сліма у лівому каналі, а Сайкса — у правому. Спродюсував альбом Філіпп Ро.
Випущено альбом 1974 року на LP лейблами Barclay (Франція) та Olympic (США) в серії «Gold Medal Collection».
2004 року альбом був перевиданий на CD лейблом Maison de Blues під назвою Double Barreled Boogie із доданою композицією «Lost My Boogie».. Малюнок обкладинки виконав художник Ален Фрапп'є.

## Визнання
1975 року на 18-й церемонії нагородження премії «Греммі» альбом був номінований в категорії «Найкращий запис етнічної або народної музики». Ця номінація стала першою з трьох на премією «Греммі» в кар'єрі музиканта.

## Реакція критиків
Оглядач AllMusic Скотт Яноу в своїй рецензії поставив альбому оцінку 4,5 з 5, написавши: «У 1970 році музиканти зібралися в студії звукозапису в Парижі, і результати цієї сесії одразу є історичними і чудовими. Сайкс і Слім згадують минулі часи, розповідають про походження деяких своїх пісень і трохи жартують. Використовуючи два фортепіано, вони грають разом (зокрема інструментальну «M & S Boogie») і по черзі співають. Вокальні партії сповнені індивідуальності та дотепності, але варто відзначити й блискучу гру на фортепіано. Ця співпраця навіть перевершує найбільші очікування. Скарб.»

## Список композицій
| Сторона А | Сторона А                          | Сторона А      | Сторона А  |
| #         | Назва                              | Автор          | Тривалість |
| --------- | ---------------------------------- | -------------- | ---------- |
| 1.        | «Mr. Sykes Blues»                  | Мемфіс Слім    | 4:23       |
| 2.        | «Eagle Rock»                       | Рузвельт Сайкс | 3:15       |
| 3.        | «Miss Ida Bee»                     | Мемфіс Слім    | 4:22       |
| 4.        | «Going Down Slow»                  | Джиммі Оден    | 3:58       |
| 5.        | «M and S Boogie» (інструментальна) |                | 3:16       |

| Сторона В | Сторона В                 | Сторона В      | Сторона В  |
| #         | Назва                     | Автор          | Тривалість |
| --------- | ------------------------- | -------------- | ---------- |
| 1.        | «44 Blues»                | Рузвельт Сайкс | 2:59       |
| 2.        | «Soft and Mellow»         | Рузвельт Сайкс | 1:36       |
| 3.        | «The Churnin' Man»        | Мемфіс Слім    | 2:26       |
| 4.        | «47th Street Boogie»      | Рузвельт Сайкс | 2:04       |
| 5.        | «M N O Blues»             | Волтер Девіс   | 3:36       |
| 6.        | «Roosevelt Daddy's Blues» | Рузвельт Сайкс | 2:03       |

| CD перевидання Maison de Blues (Франція) — 982 242 (2004) | CD перевидання Maison de Blues (Франція) — 982 242 (2004)                                  | CD перевидання Maison de Blues (Франція) — 982 242 (2004) | CD перевидання Maison de Blues (Франція) — 982 242 (2004) |
| #                                                         | Назва                                                                                      | Автор                                                     | Тривалість                                                |
| --------------------------------------------------------- | ------------------------------------------------------------------------------------------ | --------------------------------------------------------- | --------------------------------------------------------- |
| 1.                                                        | «Introducing the Grinder Man and the Honeydripper» (Рузвельт Сайкс і Мемфіс Слім)          |                                                           | 0:38                                                      |
| 2.                                                        | «Mr Sykes Blues» (Мемфіс Слім)                                                             | Рузвельт Сайкс                                            | 4:24                                                      |
| 3.                                                        | «Roosevelt Sykes Meets Memphis Slim In Memphis, Tennessee» (Рузвельт Сайкс і Мемфіс Слім)  |                                                           | 1:16                                                      |
| 4.                                                        | «Eagle Rock» (Рузвельт Сайкс)                                                              | Рузвельт Сайкс                                            | 3:16                                                      |
| 5.                                                        | «Down On Beale Street, "The Midway"» (Рузвельт Сайкс і Мемфіс Слім)                        |                                                           | 0:52                                                      |
| 6.                                                        | «Miss Ida B.» (Мемфіс Слім)                                                                | Рузвельт Сайкс                                            | 4:23                                                      |
| 7.                                                        | «Talking About Miss Ida B.» (Рузвельт Сайкс і Мемфіс Слім)                                 |                                                           | 1:02                                                      |
| 8.                                                        | «Going Down Slow» (Мемфіс Слім)                                                            | Джиммі Оден                                               | 3:58                                                      |
| 9.                                                        | «Going to Chicago, Bootlegging and Other Things» (Рузвельт Сайкс і Мемфіс Слім)            |                                                           | 2:30                                                      |
| 10.                                                       | «M & S Boogie» (Рузвельт Сайкс і Мемфіс Слім)                                              | Пітер Четмен                                              | 1:02                                                      |
| 11.                                                       | «Talking About the "44 Blues"» (Рузвельт Сайкс і Мемфіс Слім)                              |                                                           | 0:45                                                      |
| 12.                                                       | «44 Blues» (Рузвельт Сайкс)                                                                | Рузвельт Сайкс                                            | 3:00                                                      |
| 13.                                                       | «Improvising New Blues» (Рузвельт Сайкс і Мемфіс Слім)                                     |                                                           | 1:24                                                      |
| 14.                                                       | «Soft and Mellow» (Рузвельт Сайкс)                                                         |                                                           | 1:35                                                      |
| 15.                                                       | «Introducing the Churning Man» (Рузвельт Сайкс і Мемфіс Слім)                              |                                                           | 0:07                                                      |
| 16.                                                       | «The Churning Man» (Мемфіс Слім)                                                           | Пітер Четмен                                              | 2:29                                                      |
| 17.                                                       | «The Life of Piano Players in the South in the Late 1930's» (Рузвельт Сайкс і Мемфіс Слім) |                                                           | 2:32                                                      |
| 18.                                                       | «47th Street Boogie» (Рузвельт Сайкс)                                                      | Рузвельт Сайкс                                            | 2:04                                                      |
| 19.                                                       | «Chicago, The Life In the Clubs, Walter Davis» (Рузвельт Сайкс і Мемфіс Слім)              |                                                           | 4:47                                                      |
| 20.                                                       | «M&O Blues» (Мемфіс Слім)                                                                  | Волтер Девіс                                              | 3:36                                                      |
| 21.                                                       | «The KMA, Hoboing and Freight Trains» (Рузвельт Сайкс і Мемфіс Слім)                       |                                                           | 1:44                                                      |
| 22.                                                       | «Roosevelt Daddy's Blues» (Рузвельт Сайкс)                                                 | Рузвельт Сайкс                                            | 1:56                                                      |

| Бонус-треки на CD перевиданні Maison de Blues (Франція) — 982 242 (2004) | Бонус-треки на CD перевиданні Maison de Blues (Франція) — 982 242 (2004) | Бонус-треки на CD перевиданні Maison de Blues (Франція) — 982 242 (2004) | Бонус-треки на CD перевиданні Maison de Blues (Франція) — 982 242 (2004) |
| #                                                                        | Назва                                                                    | Автор                                                                    | Тривалість                                                               |
| ------------------------------------------------------------------------ | ------------------------------------------------------------------------ | ------------------------------------------------------------------------ | ------------------------------------------------------------------------ |
| 1.                                                                       | «Lost My Boogie»                                                         | Мемфіс Слім                                                              | 2:39                                                                     |

## Учасники запису
- Мемфіс Слім — вокал [лівий канал] (А1, A3, A4, B3, B5), фортепіано
- Рузвельт Сайкс — вокал [правий канал] (A2, B1, B2, B4, B6), фортепіано

Технічний персонал
- Філіпп Ро — продюсер
- Ален Фрапп'є — малюнок обкладинки [перевидання]